# Livistona drudei
Livistona drudei là loài thực vật có hoa thuộc họ Arecaceae. Loài này được F.Muell. ex Drude mô tả khoa học đầu tiên năm 1893.